# Перакуль
Перакуль — річка у Дзержинському й Стовбцівському районі, Мінська область, Білорусь. 
Ліва притока Сули (басейн Німану). 

## Опис
Довжина річки 24 км, площа басейну водозбору 88 км² . Формується притоками, безіменними струмками та загатами.

## Розташування
Бере початок за 1 км на сході від села Тисковщина. Тече переважно на південний захід через Велике Село та містечко Рубежевічи і за 0,4 км на північно-східній околиці села Рудня впадає у річку Сулу, праву притоку Німану.
Основна притока річка Варкасівка (ліва).